# Holzhäusern ZG

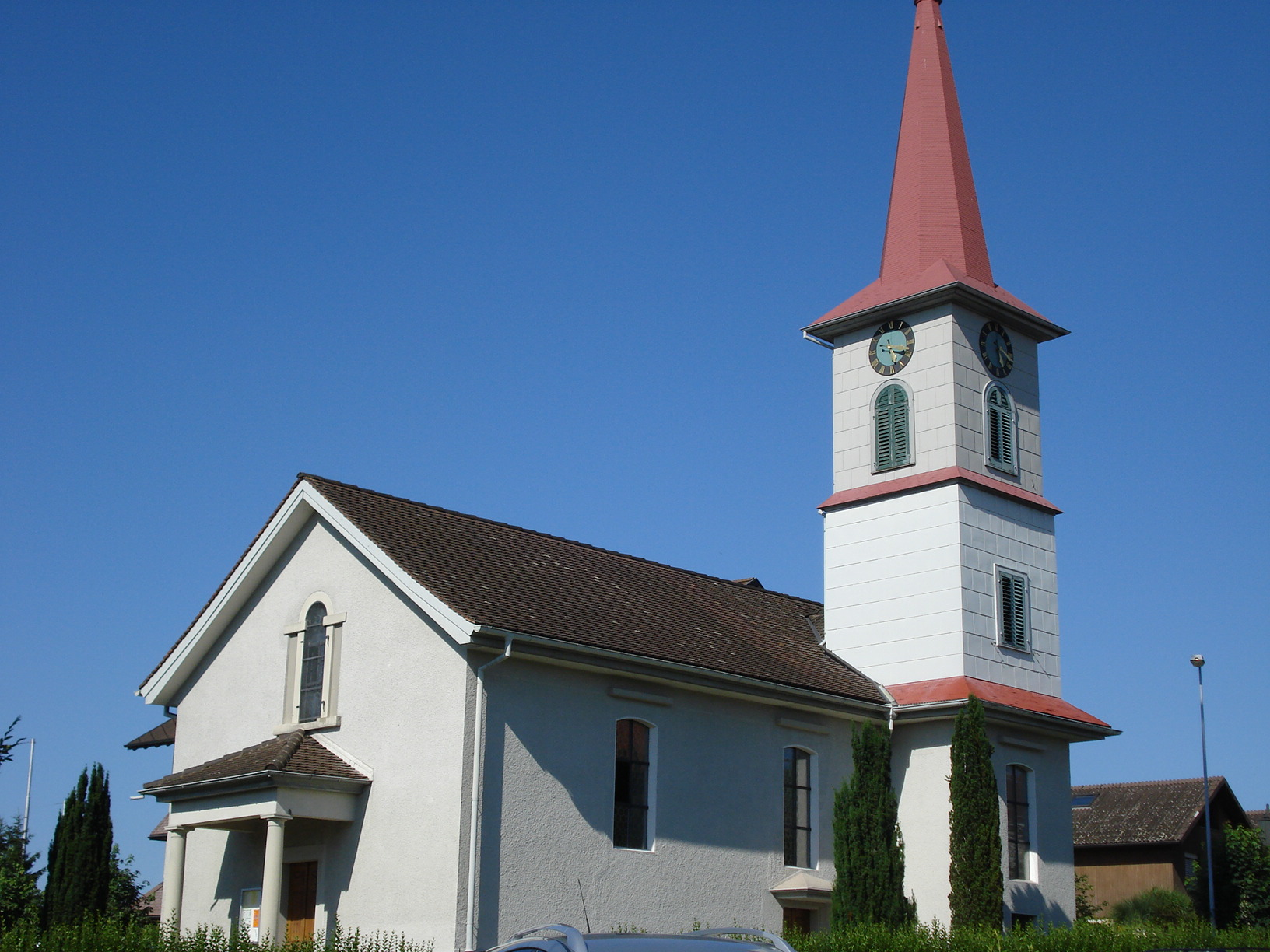
Kirche Holzhäusern

Holzhäusern ist ein Dorf in der Gemeinde Risch im Kanton Zug in der Schweiz. Es war bis 1798 Hauptort der Vogtei Gangolfswil. Am 31. Dezember 2012 zählte Holzhäusern 650 Einwohner.

## Das Dorf
Holzhäusern ist der zentrale Verkehrsknotenpunkt der Gemeinde Risch. Bis zum Bau der Nationalstrassen kreuzten sich hier die Fernverkehrsstrassen Deutschland – Basel – Aarau – Gotthard – Italien (heute 368) und München – Zürich – Luzern – Lausanne (heute 4), was zu der Entwicklung des kleinen Dorfes geführt hat. Holzhäusern liegt direkt an der Autobahnausfahrt Rotkreuz der A4 und des Autobahndreiecks Holzhäusern/Rütihof der A4 Schaffhausen – Zürich / Zug – Gotthard und der A14 Rotkreuz – Luzern. Mit dem Bus ist Holzhäusern von Rotkreuz, Cham und Hünenberg erreichbar. In Holzhäusern befindet sich die Kirche St. Wendelin sowie der Golfplatz des Golfclubs Ennetsee, der Golfpark Rotkreuz-Holzhäusern, welcher der grösste der Zentralschweiz ist und von der Genossenschaft Migros Luzern betrieben wird. Holzhäusern verfügt über eine eigene Primarschule.

## Geschichte
Holzhäusern bedeutet ursprünglich «bei den Häusern am Wald». Urkundlich wurde Holzhäusern schon 1306 erwähnt. Vom 16. bis 18. Jahrhundert spielte Holzhäusern eine wichtige Rolle in der zugerischen Vogtei Gangolfswil, da sich hier deren Verwaltung befand. 1709 wurde der Zentrumsgedanke durch den Bau des ersten Schützen- und Gemeindehauses, wo jeweils die Gemeindeversammlungen stattfanden, zum Ausdruck gebracht. Bis ins 19. Jahrhundert spielte sich im damals armen Kanton Zug der Verkehr auf einem Netz holpriger Saumpfade ab, über welches die Händler auf Maultieren und Pferden die Fracht speditierten.
Erst durch den Bau der Kantonsstrasse 1838/39 von Honau über Holzhäusern nach Cham ZG konnten schwere Wagen Güter transportieren. Die erste Poststelle der Gemeinde wurde im Jahre 1849 im Gasthaus Engel eingerichtet. Als 1858 die Strasse nach Hünenberg ZG und 1861 an die Kantonsstrasse zu Schwyz vollendet waren, wurde Holzhäusern zu einem Kreuzungspunkt im kantonalen Strassennetz. Vor dem Bau der Nationalstrassen wickelte sich ein Grossteil des Nord-Süd-Reise- und Lastwagenverkehrs über diesen Ort ab, was auch im Volksmund mit dem gängigen Ausdruck «Hamburg – Holzhäusern – Mailand» seinen Niederschlag fand. Zu Ehren dieses Ausdruckes gibt es heute in Holzhäusern eine Pizzeria mit dem Namen «Milano».